# 2023 DW
2023 DW es un asteroide cercano a la Tierra del grupo Aten. Tiene aproximadamente 50 metros (160 pies) de diámetro, aproximadamente del tamaño del asteroide que causó el evento de Tunguska, y fue descubierto por Georges Attard y Alain Maury, del programa de búsqueda de asteroides MAP (Maury/Attard/Parrott). en San Pedro de Atacama el 26 de febrero de 2023, cuando estaba a 0,07 AU (10 millones de km) de la Tierra. El 28 de febrero de 2023, con un arco de observación de 1,2 días, obtuvo la calificación 1 en la escala de Turín para un impactador virtual el 14 de febrero de 2046 a las 21:36 UTC. Se espera que la aproximación nominal ocurra unas ocho horas antes del escenario de impacto el 14 de febrero de 2046 a las 13:21 ± 2 horas. Entre el 5 y el 8 de marzo, no se observó el asteroide, ya que se encontraba dentro de los 40 grados de la luna gibosa creciente. El 14 de marzo de 2023, la Agencia Espacial Europea fue la primera en bajar a una calificación de la escala de Turín de 0. Sentry bajó a una calificación de escala de Turín de 0 el 16 de marzo de 2023.
2023 DW actualmente orbita alrededor del Sol una vez cada 271 días. Llegó al perihelio (máximo acercamiento al Sol) el 26 de noviembre de 2022, y luego se acercó a la Tierra desde la dirección del Sol haciendo el acercamiento más cercano a la Tierra el 18 de febrero de 2023 a una distancia de aproximadamente 8,7 millones de km.

## Riesgo de impacto
Con un arco de observación de 13 días, alcanzó su punto máximo en una calificación de la escala de Palermo de -1,89 con una probabilidad de impacto de aproximadamente 78 veces menor que el nivel de peligro de fondo.
| Fecha y hora                          | Distancia nominal |
| ------------------------------------- | ----------------- |
| 14 de febrero de 2046 13:21 ± 2 horas | 4 526 057 km      |

## Corredor de riesgo
Según el Corredor de riesgo como se conocía el 3 de marzo de 2023 con un arco de observación de 4 días y 55 observaciones. Lo más probable es que el asteroide impactase en el Océano Pacífico. No obstante lo más probable es que el asteroide no impacte en la Tierra por unos 4,5 millones de km y tiene una región de incertidumbre de 3 sigma de ± 4 millones de km. A medida que la región de incertidumbre se hace más pequeña, la probabilidad de impacto puede aumentar y luego caer repentinamente a 0.

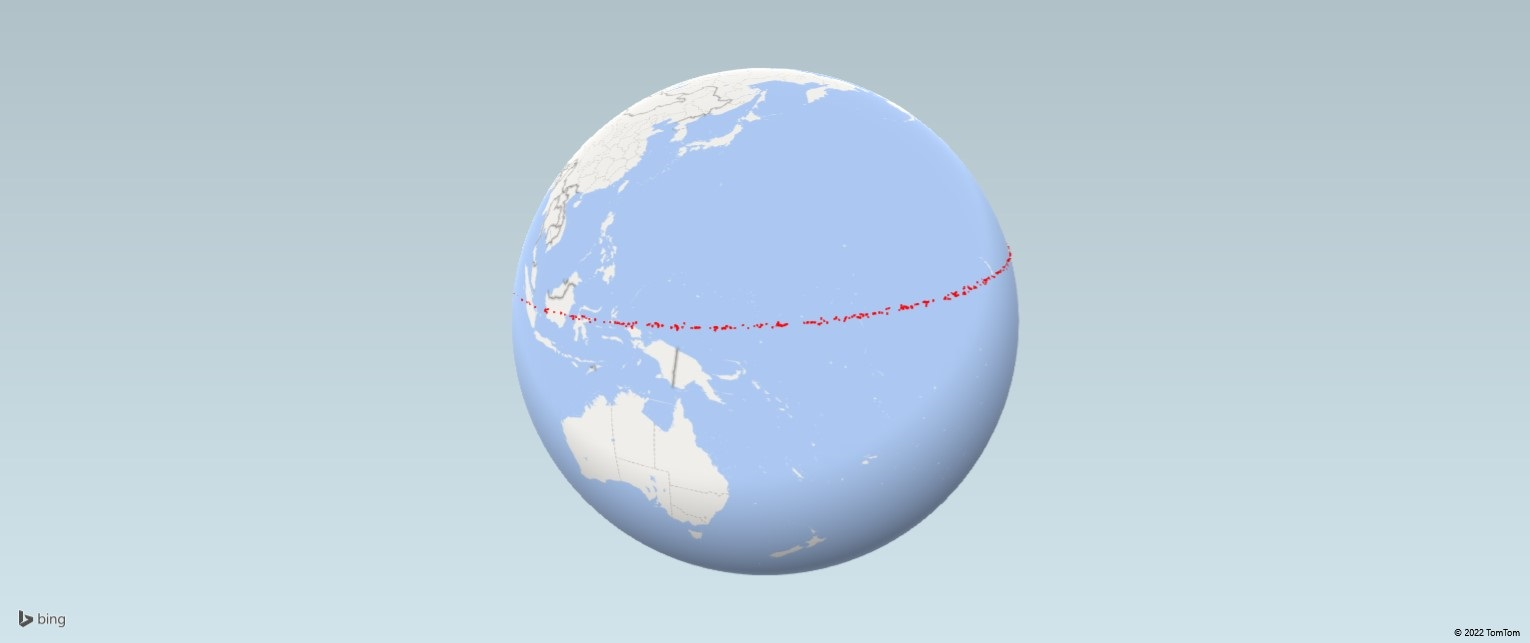
Corredor de riesgo sobre Indonesia y el Océano Pacífico
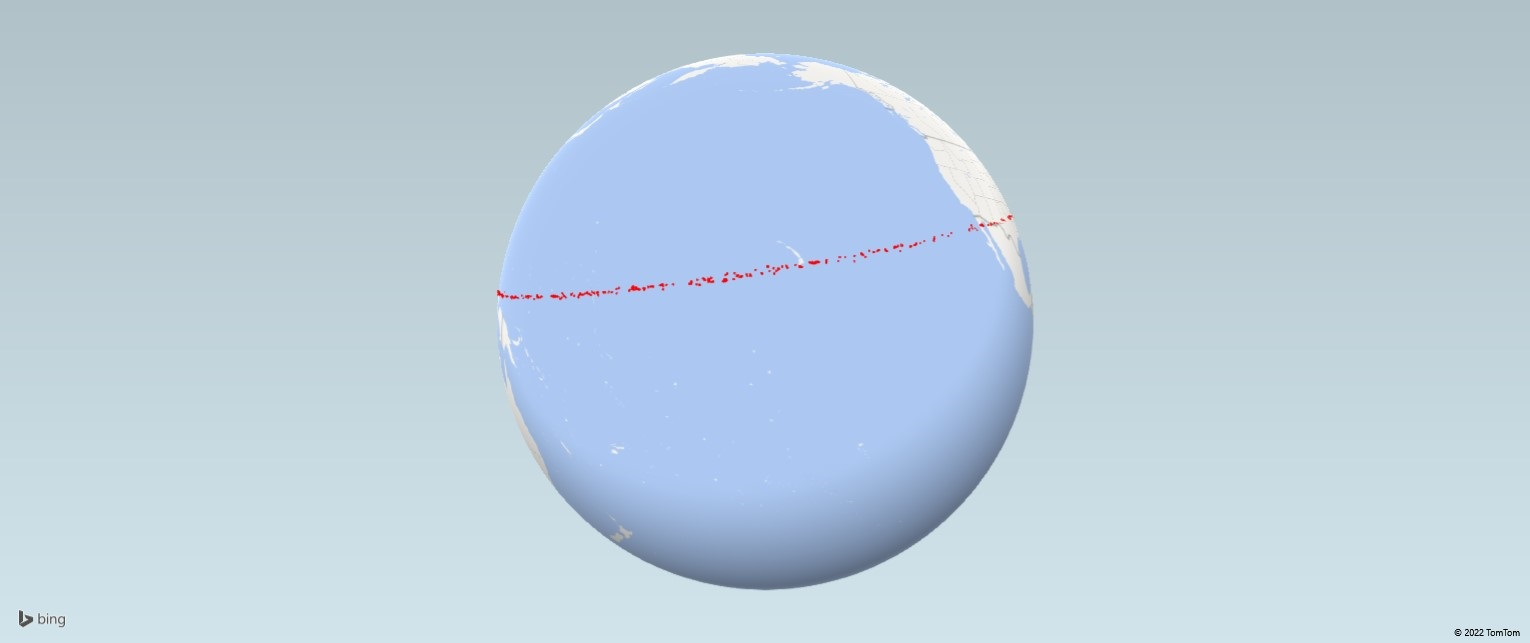
Corredor de riesgo sobre el Océano Pacífico y Hawái
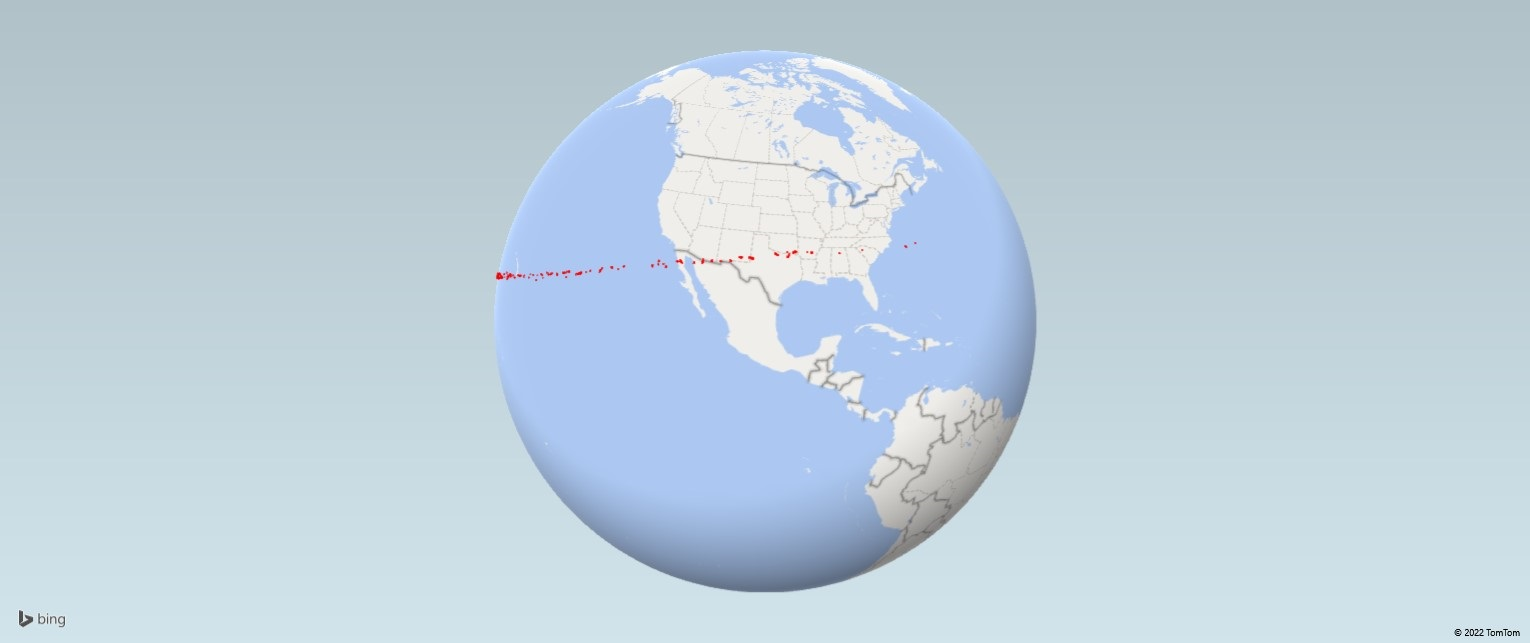
Corredor de riesgo sobre México y Estados Unidos
Diagrama que muestra por qué a medida que la región de incertidumbre se reduce, la probabilidad de impacto puede aumentar y luego caer repentinamente a 0.